# Idiops fulvipes
Espèce
Idiops fulvipes est une espèce d'araignées mygalomorphes de la famille des Idiopidae.

## Distribution
Cette espèce est endémique de l'État de Miranda au Venezuela. Elle se rencontre vers La Silla de Caracas,.

## Description
La femelle holotype mesure 8 mm.

## Systématique et taxinomie
Cette espèce a été décrite par Simon en 1889. Elle est placée en synonymie avec Idiops argus par Fonseca-Ferreira, Guadanucci, Yamamoto et Brescovit en 2021. Elle est relevée de synonymie par Dupérré et Tapia en 2025.

## Publication originale
- Simon, 1889 : « Arachnides. Voyage de M. E. Simon au Venezuela (décembre 1887-avril 1888). 4e Mémoire. » Annales de la Société Entomologique de France, sér. 6, vol. 9, p. 169-220 (texte intégral).